# Jan Opaliński (1581–1637)
Jan Opaliński herbu Łodzia (ur. ok. 1581, zm. przed 19 kwietnia 1637), wojewoda kaliski i poznański.
Był synem Jana (1546-1598), kasztelana rogozińskiego i Barbary z Ostroroga Lwowskiej, kasztelanki santockiej, bratem Piotra Opalińskiego. Od 1617 był starostą inowrocławskim, od 1621 kasztelanem kaliskim, od 1624 wojewodą kaliskim, od 1628 wojewodą poznańskim. Nie odegrał ważnej roli politycznej, zasłynął przede wszystkim jako człowiek światły i uczony. Wychował się w rodzinie o żywych tradycjach kulturowych i mecenasowskich, a jego ojciec cieszył się u współczesnych sławą miłośnika ksiąg. Był również znawcą języków klasycznych oraz teologii i filozofii i na język polski przełożył większą część dzieł Tacyta. Jako gorliwy katolik, hojnie łożył na cele religijne. Był też jednym z nielicznych Polaków, członków założonego przez cesarza Ferdynanda II Zakonu Rycerskiego ku Czci Niepokalanego Poczęcia. Ufundował klasztor Reformatorów w Łabiszynie, uposażył kościół w Opalenicy i rozpoczął przebudowę kościoła w Grodzisku.
W 1633 roku został wyznaczony senatorem rezydentem.
Z małżeństwa z Urszulą Potulicką miał pięciu synów i siedem córek. Z synów dwóch zmarło w młodym wieku, pozostali przy życiu Aleksander (zm. 1647) starosta inowrocławski, Jan Konstanty (1618-1672) rotmistrz królewski, Jan Leopold (1634-1672) kasztelan nakielski. Z córek cztery najstarsze Jadwiga, Teodora, Zofia i Anna wstąpiły do klasztorów bernardyńskich w Poznaniu i Sierpcu. Natomiast Apolinara została żoną W. Gajewskiego, kasztelana rogozińskiego, Urszula - A. Grodzieckiego, a Wiktoria - Krzysztofa Prusimskiego, a następnie P. Powodowskiego.